# Goslarn
Goslarn ist eine Ortschaft und eine Katastralgemeinde der Gemeinde Japons im Bezirk Horn in Niederösterreich.

## Geografie
Goslarn liegt nördlich von Japons und ist über die Landesstraße L174 erreichbar. Im Ort zweigen die L1180 und die L1259 ab.

## Geschichte
Der Ort wurde 1130 erstmals urkundlich erwähnt und schrieb sich damals Gozlaren. Laut Adressbuch von Österreich waren im Jahr 1938 in der Ortsgemeinde Goslarn ein Fuhrwerker, ein Gastwirt, ein Schmied, ein Viehhändler und ein Viktualienhändler ansässig.

## Siedlungsentwicklung
Zum Jahreswechsel 1979/1980 befanden sich in der Katastralgemeinde Goslarn insgesamt 31 Bauflächen mit 17.021 m² und 42 Gärten auf 30.487 m², 1989/1990 gab es 32 Bauflächen. 1999/2000 war die Zahl der Bauflächen auf 139 angewachsen und 2009/2010 bestanden 54 Gebäude auf 126 Bauflächen.

## Bodennutzung
Die Katastralgemeinde ist landwirtschaftlich geprägt. 203 Hektar wurden zum Jahreswechsel 1979/1980 landwirtschaftlich genutzt und 13 Hektar waren forstwirtschaftlich geführte Waldflächen. 1999/2000 wurde auf 201 Hektar Landwirtschaft betrieben und 14 Hektar waren als forstwirtschaftlich genutzte Flächen ausgewiesen. Ende 2018 waren 198 Hektar als landwirtschaftliche Flächen genutzt und Forstwirtschaft wurde auf 14 Hektar betrieben. Die durchschnittliche Bodenklimazahl von Goslarn beträgt 39,2 (Stand 2010).